# Stritstekel
Stritstekel (Gonatopus lunatus) är en stekelart som beskrevs av Johann Christoph Friedrich Klug 1810. Gonatopus lunatus ingår i släktet Gonatopus, och familjen stritsäcksteklar. Arten är reproducerande i Sverige.